# Tidskriften Heimdal
Tidskriften Heimdal  är en svensk tidskrift och organ för den konservativa studentföreningen Heimdal i Uppsala. Den grundades 1962 och utkommer med fyra nummer per år.